# フゲンゾウ
フゲンゾウ（普賢象、学名：Cerasus Sato-zakura Group ‘Albo-rosea’ Makino）はバラ科サクラ属の植物。オオシマザクラを基に生まれたサトザクラ群のサクラで日本原産の栽培品種のヤエザクラ。名前の由来は、花の中央から出ている雌しべの先端が曲がっており普賢菩薩の乗る白象の鼻に似ているため。別名はフゲンドウ（普賢堂）もしくはシロフゲン（白普賢）。

## 特徴

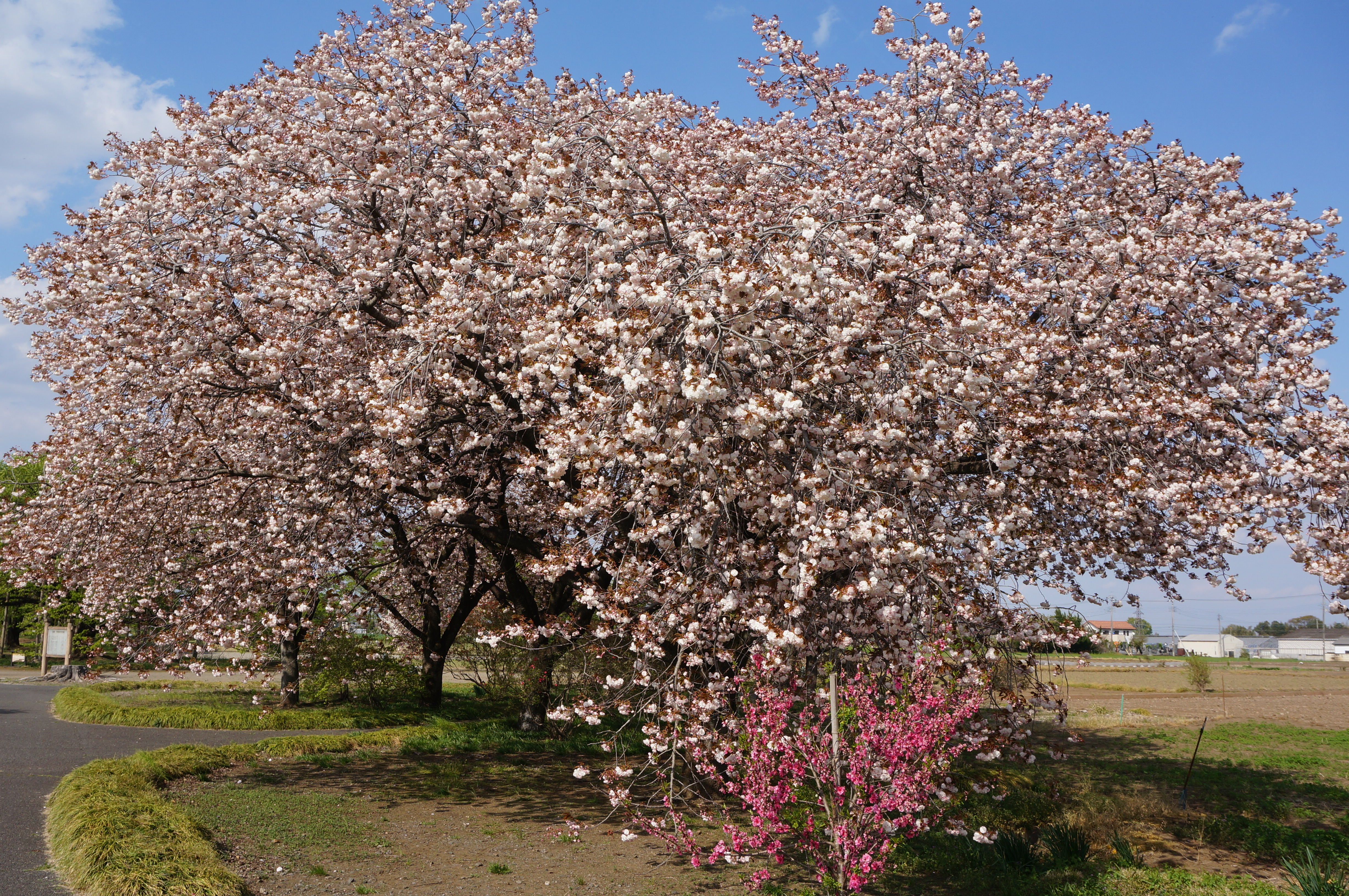
栃木県下野市 天平の丘公園にて

荒川堤で栽培されていたサトザクラの一つ。樹高は高木で、樹形は傘状。花は八重咲きの大輪で花弁は淡紅色。東京の花期は4月下旬。開花が進むほど花弁が白くなっていき最盛期を過ぎると花の中心部が赤く染まっていく。命名の由来となった中央から2本出ている雌しべは正常な柱頭と花柱ではなく細い葉のように葉化していて生殖能力を失っており、結実できないため接ぎ木や挿し木でないと繁殖ができない。このように雌しべが葉化した似た品種にイチヨウとショウゲツがある。見分け方は、フゲンゾウが葉化雌しべが2本あり、若葉が赤みを帯びていて花と同時に展開すること、イチヨウが葉化雌しべが1本で萼の部分がぎざぎざした鋸刃状になっていないこと、ショウゲツは葉化雌しべが1本のものと2本のものがまちまちであるが、花期が遅いことや樹高が大きくならないこと、若葉が黄緑色で花より遅れて展開することで区別できる。秋には紅く紅葉する。

## 古くからあるサトザクラ
歴史的な文献には、フゲンゾウの名の付くサクラの始まりは神奈川県の鎌倉の普賢菩薩が安置されていたお堂にあったサクラの名木を「普賢堂」と呼んだこと、その白い花を普賢菩薩が乗る白象に見立てて「普賢象」となったことが書かれており、1552年に成立した『 塵塚物語』には、室町時代には「普賢象」が名桜として知られていて、京都の千本ゑんま堂の「普賢象」に後小松天皇が感心した事、この「普賢象」の枝が足利義満に献上されたことが記されている。このためサトザクラの中でもかなり古い品種であるとされるが、これらの「普賢象」が現在のフゲンゾウと同一の栽培品種であったかは議論の余地があり、室町時代時点の「普賢象」は特定のオオシマザクラに付けられた名称であり、室町時代以後の京都で現在の品種となった可能性も指摘されている。なお、1758年の松岡玄達の『怡顔斎桜品（いがんさいおうひん）』や1803年の桜井雪鮮の『花譜』に描かれた絵図と解説により、江戸時代後期の「普賢象」は現在のフゲンゾウと同一の形態であったことが確認されている。